# Bombardování Damašku a Homsu v dubnu 2018
Bombardování Damašku a Homsu spojenými silami Spojených států amerických, Spojeného království a Francie se uskutečnilo 14. dubna 2018 ve 4 hodiny syrského času (3 h SELČ). Útok přišel jako odveta za chemický útok v Dúmě 7. dubna 2018. Syrská vláda odmítla svou zodpovědnost za útok v Dúmě a odsoudila útok na Damašek a Homs jako porušení mezinárodního práva.

## Útok
Cíle útoku byly spojeny s útokem chemickými zbraněmi v Dúmě: skladiště prekurzorů a sarinu západně od Homsu, skladiště chemikálií a „důležité velitelství“ taktéž u Homsu a výzkumné zařízení v Barzá u Damašku.
Celkově bylo vypuštěno 105 střel. Spojené státy kromě střel s plochou dráhou letu BGM-109 Tomahawk vystřelených z lodí využily i bombardéry Rockwell B-1 Lancer. Francie nasadila taktéž námořní i letecké síly a vypálila na Sýrii 12 raket. Do útoku se také zapojila čtveřice britských stíhacích bombardérů Panavia Tornado GR4 startujících ze základen na Kypru. Letouny vypustily osm střel Storm Shadow na syrskou základnu ležící 15 kilometrů západně od Homsu. Výzkumné zařízení v Barzá, které Spojené státy podezřívaly z výzkumu bojových látek jako byl chlor a sarin, bylo zasaženo celkem 76 střelami a podle amerického generálporučíka Kennetha McKenzieho „již neexistuje“.
| Jednotka                       | Typ                              | Počet | Umístění         | Střel               |
| Lodě                           | Lodě                             | Lodě  | Lodě             | Lodě                |
| ------------------------------ | -------------------------------- | ----- | ---------------- | ------------------- |
| USS Monterey                   | raketový křižník                 | 1     | Rudé moře        | 30 Tomahawků        |
| USS Laboon                     | torpédoborec                     | 1     | Rudé moře        | 7 Tomahawků         |
| USS Higgins                    | torpédoborec                     | 1     | Arabský záliv    | 23 Tomahawků        |
| USS John Warner                | ponorka                          | 1     | Středozemní moře | 6 Tomahawků         |
| Languedoc                      | fregata                          | 1     | Středozemní moře | 3 SCALPy            |
| Letadla                        |                                  |       |                  |                     |
| Rockwell B-1 Lancer            | strategický bombardér            | 2     |                  | 19 AGM-158 JASSM-ER |
| Panavia Tornado GR4            | stíhací bombardér                | 4     | Kypr             | 8 Storm Shadowů     |
| Dassault Rafale                | víceúčelový stíhací letoun       | ?     |                  | 9 SCALPů            |
| Doprovod                       |                                  |       |                  |                     |
| Northrop Grumman EA-6B Prowler | letoun pro radioelektronický boj | 1     |                  | —                   |
| Eurofighter Typhoon            | víceúčelový stíhací letoun       | ?     | Kypr             | —                   |
| Dassault Mirage 2000           | víceúčelový stíhací letoun       | ?     |                  | —                   |

Dle ruské armády se podařilo syrské protivzdušné obraně sestřelit 71 ze 103 střel. Pentagon naopak prohlásil, že ačkoliv syrská PVO vypálila na 40 střel, nepodařilo se jí sestřelit ani jednu spojeneckou raketu.
Syrská armáda uvedla, že během bombardování byli zraněni 3 civilisté.

## Reakce

### Nadnárodní
- Předseda Evropské rady Donald Tusk podpořil útok prohlášením, že Evropská unie „bude stát se svými spojenci na straně spravedlnosti.“[12]
- Generální tajemník NATO Jens Stoltenberg podpořil útok na zařízení pro výrobu chemických zbraní.[13]

### Národní
- Ministerstvo zahraničí vnímá vojenský zásah USA a spojenců jako jasný vzkaz komukoli, kdo by chtěl v chemických útocích v Sýrii pokračovat.[14] Mluvčí prezidenta České republiky Jiří Ovčáček na Twitteru uvedl, že vojenské řešení má být vždy až poslední.[15][16] Premiér v demisi Andrej Babiš označil útok za nevyhnutelný vzhledem k předchozímu chemickému útoku v Dúmě. Zároveň vyzval k tomu, aby světové mocnosti hledaly mírové řešení syrského konfliktu.[17][16] Předseda České pirátské strany Ivan Bartoš uvedl, že tento zásah nepovede k vyřešení konfliktu v Sýrii.[17][18] Předseda KSČM Vojtěch Filip jednoznačně odmítl útok v Sýrii a uvedl, že podobné útoky jen zvyšují napětí.[16][17][19]
- Kanadský premiér Justin Trudeau odsoudil použití chemických zbraní v Ghútě a podpořil útok proti Syrské vládě.[20]
- Ruský prezident Vladimir Putin označil útok za porušení mezinárodního práva a Charty OSN.[21] Rusko podalo v RB OSN na mimořádném zasedání neúspěšný návrh na rezoluci odsuzující „agresi proti Syrské arabské republice ze strany USA a jejich spojenců jako porušení mezinárodního práva a Charty OSN.“ Kromě Ruska hlasovaly pro Bolívie a Čína, proti bylo 8 zemí a 4 se zdržely. 9 potřebných hlasů tak návrh nezískal.[22]
- Libanonský prezident Michel Aoun útok odsoudil. Libanonský ministr obrany útok označil za „hrubé porušení mezinárodního práva“.[23]
- Ministerstvo zahraničí Íránu útok odsoudilo a uvedlo, že neexistuje žádný důkaz, že by údajný chemický útok spáchala syrská vláda, a k útoku na Sýrii došlo dřív, než mohlo být obvinění vyšetřeno.[24]
- Saúdská Arábie útok přivítala a plně podpořila.[25]
- Turecko útok podpořilo a turecké ministerstvo zahraničí označilo raketový útok na objekty v Sýrii za vhodnou odpověď.[26]
- Německá kancléřka Angela Merkelová útok podpořila a označila jej za „nezbytné a vhodné“ opatření.[27]
- Švédská ministryně zahraničí Margot Wallströmová prohlásila, že jeden zločin proti mezinárodnímu právu nemůže být vyřešen spácháním jiného.[28]

### Povstalci
- Velitel skupiny Džaiš al-Islam, koalice islamistických a salafistických jednotek,[29] která ovládala město Dúmá v době chemického útoku, ze kterého koalice Džaiš al-Islam obvinila syrskou vládu, označil útok spojeneckých sil proti Asadovu režimu za pouhou „frašku“, protože nebyl zaměřen na svržení syrského režimu.[30]